# Patemon (Jatibanteng)
Patemon is een bestuurslaag in het regentschap Situbondo van de provincie Oost-Java, Indonesië. Patemon telt 2306 inwoners (volkstelling 2010).